# Graphania averilla
Graphania averilla är en fjärilsart som beskrevs av Hudson 1921. Graphania averilla ingår i släktet Graphania och familjen nattflyn. Inga underarter finns listade i Catalogue of Life.